# Toyota Sienna
Toyota Sienna — сімейний мінівен, що виготовляється японською компанією Toyota на Toyota Motor Manufacturing Indiana в Принстоні, штат Індіана (США) для північноамериканського ринку.

## Історія
Toyota Sienna замінив мінівен Previa першого покоління в 1997 році з традиційнішим переднім приводом на модернізованій платформі Camry. Як Previa і перше покоління Sienna була менша, ніж інші мінівени-конкуренти, однак після модернізації в 2004 році збільшила. Sienna нині є єдиним мінівеном у своєму класі з повним приводом. Він був перебудований вдруге у 2011 модельному році. Третє покоління Sienna була виставлена на продаж у США в лютому 2010 року і є першою Sienna, що коли-небудь отримала нагороду "Головний Вибір Безпеки" від Страхового інституту дорожньої безпеки.

## Збірка
Якість їзди моделі Sienna 2016 року неймовірно вища, у порівнянні з попередніми версіями, завдяки більш пружній підвісці. Передня підвіска автомобіля незалежний Макферсон, а задня — амортизатор з поперечним стабілізатором. Автомобіль комплектується 19-дюймовими колесами, що згладжують нерівності дороги.
Висока посадка забезпечує водієві достатній огляд через лобове скло, хоча вид через заднє скло може бути трохи обмеженим, проте великі бічні дзеркала компенсують цей недолік. Мінівен оснащений потужним, але тихим двигуном. Рульове управління дуже чутливе, як для мінівена, а кермо замість гідропідсилювача — оснащене електропідсилювачем.
Стандартна комплектація Toyota Sienna 2016 року включає:
- 6,1-дюймовий екран інформаційно-розважальної системи Entune з USB-портом,
- Bluetooth,
- камеру заднього виду,
- 3-зонний клімат-контроль,
- кондиціонер,
- круїз-контроль,
- іммобілайзер,
- 6 підсклянників.

Залежно від модифікації автомобіля, у базове устаткування може входити: 8 подушок безпеки, стандартна система безпеки Star Safety System, а також система екстреного гальмування Smart Stop Technology. 

## Перше покоління (XL10; 1997–2002)

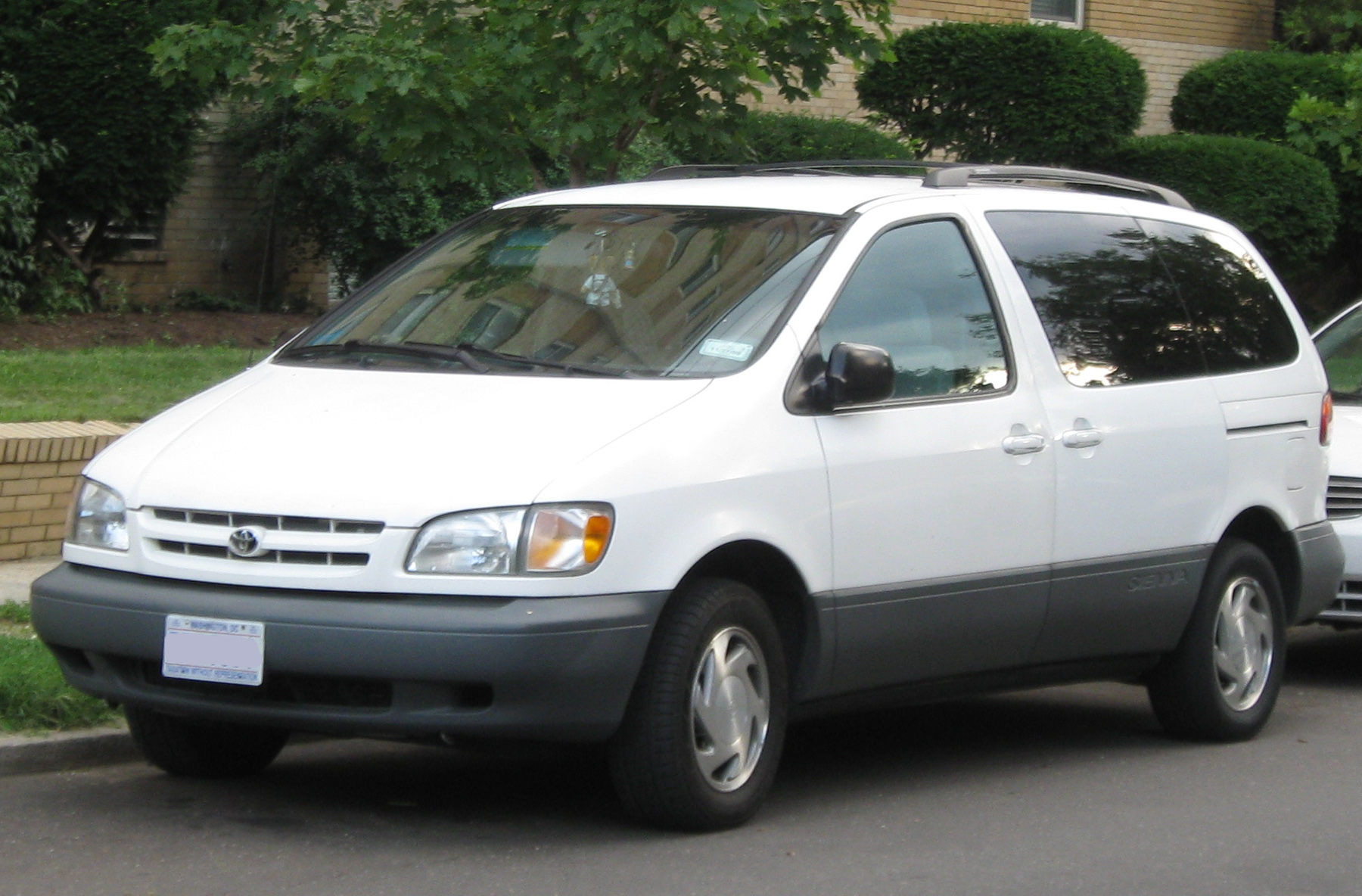
Toyota Sienna 1 (1997-2002)

У серпні 1997 року збірка передньопривідного мінівена Sienna почалося на заводі Toyota в Джоржтауні (штат Кентуккі) в США на одній конвеєрної лінії з Camry. 17 вересня новинка надійшла у продаж як автомобіль 1998 модельного року.
Модель мала міцний кузов, повністю відповідає чинним і перспективним вимогам пасивної безпеки, всі місця були обладнані ременями безпеки з переднатягненням, а спереду стандартно встановлювалися дві подушки безпеки. Тож не дивно, що автомобіль з легкістю пройшов краш-тести Національного управління безпекою руху на трасах США (NHTSA).
У просторому салоні спереду розташовувалися два окремі крісла з повним комплектом регулювань, ззаду — суцільний тримісний диван, за ним — два окремих складних сидіння. Обсяг багажника за кріслами третього ряду становив 1,345 м³, їх можна було скласти або легко зняти. В останньому випадку обсяг багажника зростав до 2,204 м³. Сидіння другого ряду також складалося або знімалося. При знятих сидіннях другого і третього рядів в автомобілі можна було розмістити до 4,057 кубічних метрів поклажі. На замовлення автомобіль можна було оснастити двома роздільними, так званими, «капітановими» кріслами другого ряду.

### Двигуни
- 3.0 л 1MZ-FE V6 210 к.с. 298 Нм

## Друге покоління (XL20; 2003–2009)

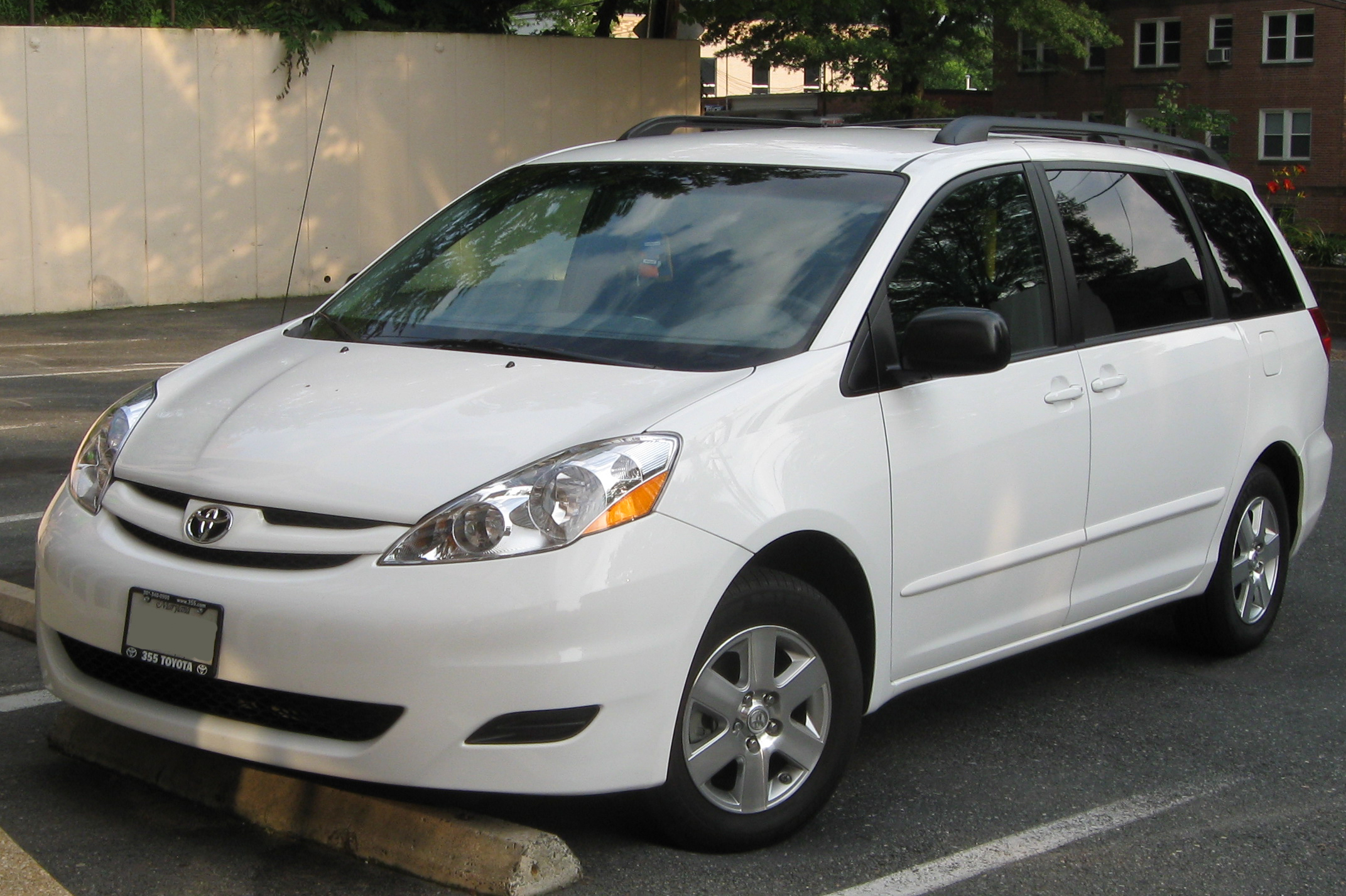
Toyota Sienna 2 (2003-2009)

Слідуючи принципу Гент генбуцу (англ. Genchi Genbutsu), керівник проєкту Sienna другого покоління Южи УОкоя (Yuji Yokoya) ще до початку проєктування вирішив особисто розібратися з особливостями використання автомобілів такого типу. Він проїхав на моделі першого покоління по дорогах північної Америки близько 85 тисяч кілометрів (53 000 миль) детально записуючи всі свої враження. Так, наприклад, перетинаючи Міссісіпі по мосту, він звернув увагу на гостру реакцію автомобіля на пориви бокового вітру, йому не сподобалося нишпорення машини при їзді по ґрунтових дорогах Аляски, а точному маневруванню на людних вулицях Санта-Фе заважав великий радіус повороту. Крім того, цей сімейний автомобіль потребував більш просторому і тихого салону з більш зручними кріслами. Все це було враховано при створенні нового мінівена.
Вперше новий автомобіль був показаний публіці на початку січні 2003 року на Детройтському автосалоні. Виробництво моделі на спеціально створеній для цього другий складальної лінії заводу Toyota в Прінстоні (TMMI) почалося в кінці місяця. У продаж Sienna другого покоління надійшов у березні, як ранній автомобіль 2004 модельні роки.
Новий Sienna став значно більший у всіх вимірах. Більш обтічний кузов виглядав краще, сучасніше, так наприклад, полози ковзають дверей тепер були заховані під вікна. Збільшена колісна база і колія дозволили зробити салон просторіше.

### Двигуни
- 3.3 л 3MZ-FE V6 (2004–2006)
- 3.5 л 2GR-FE V6 (2007–2010)

## Третє покоління (XL20; 2010–2020)

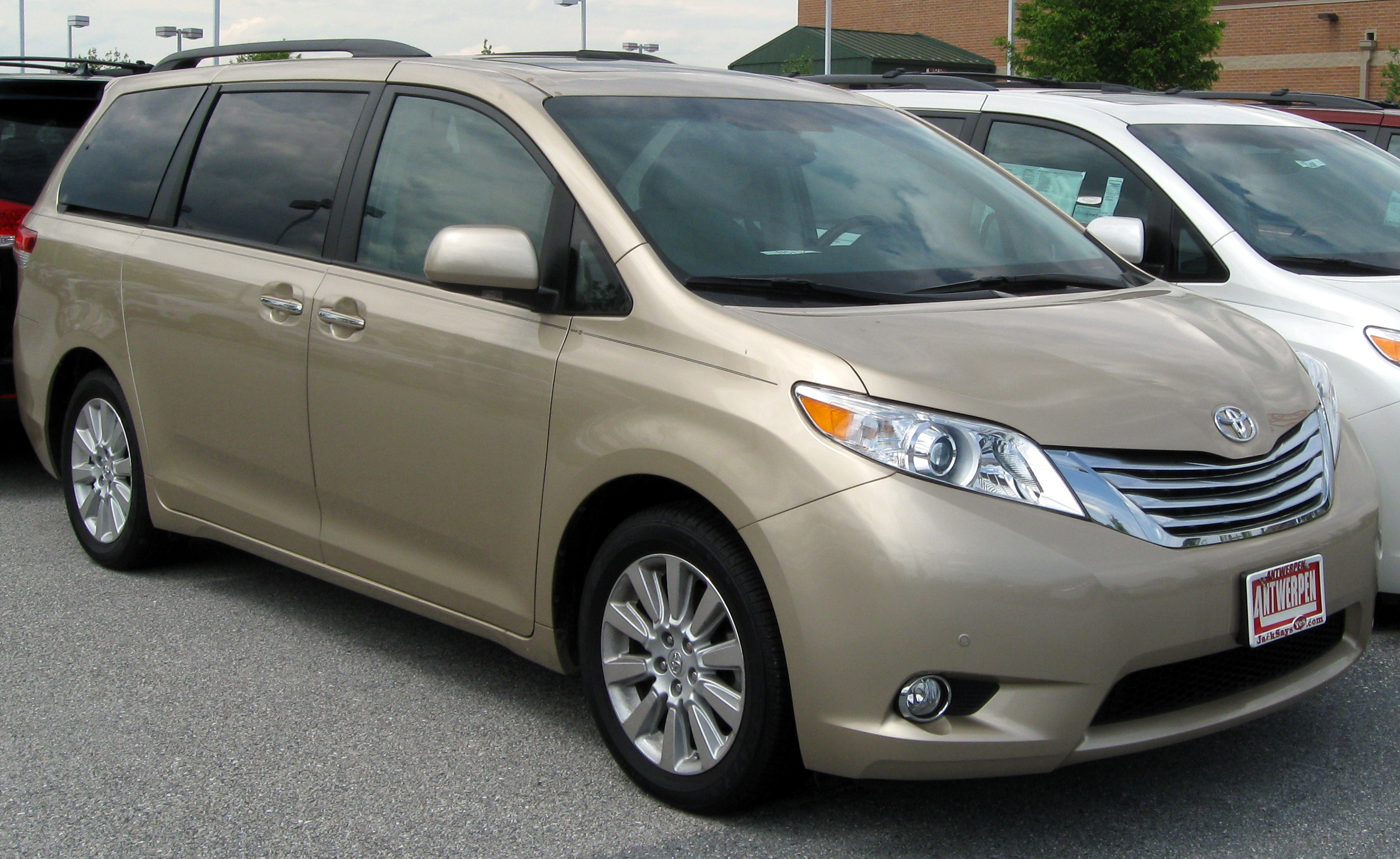
Toyota Sienna 3 (з 2010)

Вперше автомобіль був показаний публіці в грудні 2009 року на автосалоні в Лос-Анджелесі. 20 січня 2010 року випуск нового мінівена третього покоління почався на заводі Toyota в Прінстоні, Індіана в США [60]. У продаж Sienna надійшла в лютому, як ранній автомобіль 2011 модельного року.
Новий мінівен зберіг колишню колісну базу, але став ширшим і трохи коротшим. Його спортивний профіль підкреслювали вікна виразної форми і високо підняті рельєфні фари. Скульптурна композиція задньої частини з функціональними і елегантними світлодіодними ліхтарями виділяла новий Sienna серед звичайних квадратних мінівенів. Ретельне опрацювання днища автомобіля сприяла хорошій обтічності кузова.
Сім подушок безпеки, включаючи двоступеневі фронтальні подушки, бічні подушки і, вперше в класі, подушку захисту колін водія, плюс до всього цього бічні шторки безпеки, входили в стандартне оснащення.

### Двигуни
- 2.7 л 1AR-FE I4 (2011–2012)
- 3.5 л 2GR-FE V6 (2011–2016)
- 3.5 л 2GR-FKS V6 (2017–)

## Четверте покоління (XL40; з 2020)

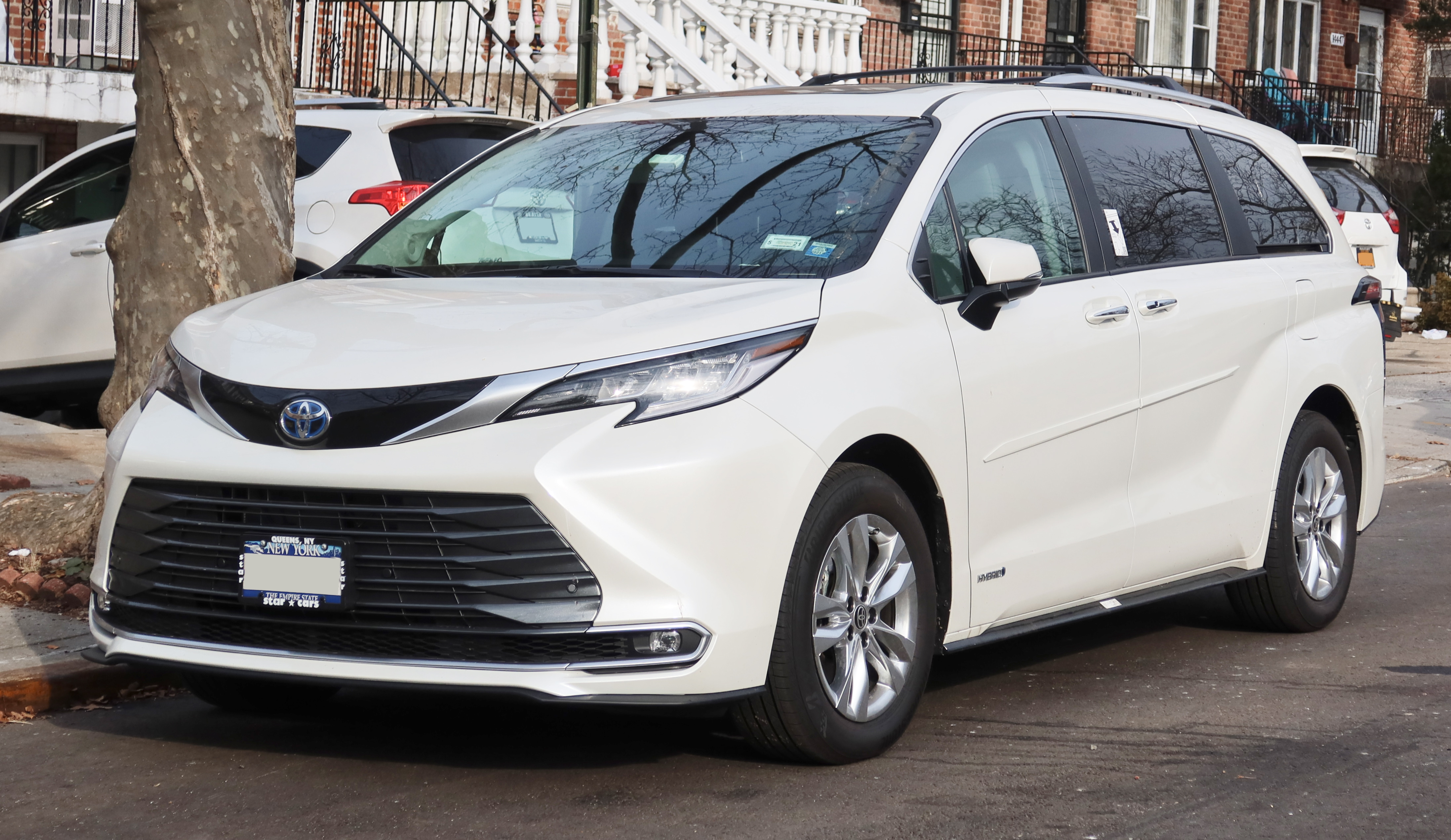
Toyota Sienna Hybrid 4 (з 2020)

В травні 2020 року дебютувала модель четвертого покоління. Мінівен розроблено на модульній платформі TNGA: GA-K від Toyota Highlander.
Мінівен отримав оновлений кузов та свіжий інтер'єр, сучасну інформаційно-розважальну систему з підтримкою Android Auto. Toyota Sienna 2021 року оснащена 245-сильною гібридною системою з чотирициліндрового бензинового двигуна та двох електромоторів. Така силова установка розганяє авто до 100 км/год за  7,7 секунд та витрачає 6,5 літрів пального в комбінованому циклі.
У 2022 році Toyota представила нову комплектацію Sienna - Woodland Edition. Ця версія відрізняється стандартними повним приводом, багажником на даху та причіпним пристроєм.
У 2023 році Toyota відзначає 25-й день народження моделі Sienna ювілейною версією 25th Anniversary Edition. Мінівен в особливих кольорах кузова, з темними декоративними елементами та спеціальним оздобленням салону випустять в кількості 2525 екземплярів.

### Двигун
- 2.5 L A25A-FXS I4 (hybrid)

## Продажі
| Календарний рік | Продажі в США |
| --------------- | ------------- |
| 2000            | 103,137       |
| 2001            | 88,469        |
| 2002            | 80,915        |
| 2003            | 105,499       |
| 2004            | 159,119       |
| 2005            | 161,380       |
| 2006            | 163,269       |
| 2007            | 138,162       |
| 2008            | 115,944       |
| 2009            | 84,064        |
| 2010            | 98,337        |
| 2011            | 111,429       |